# Galium richardianum
Galium richardianum là một loài thực vật có hoa trong họ Thiến thảo. Loài này được (Gillies ex Hook. & Arn.) Endl. ex Walp. mô tả khoa học đầu tiên năm 1843.